# Peter Germundsson
Peter Germundsson (i riksdagen kallad Germundsson i Tannåker), född 5 april 1830 i Tannåkers församling, Jönköpings län, död där 18 januari 1867, var en svensk godsägare, nämndeman och politiker.
Germundsson var ledamot av riksdagens andra kammare 1867, invald i Västbo härads valkrets i Jönköpings län. Han avled innan han hann tillträda ämbetet.